# بول ووكر (لاعب كرة قدم)
بول ووكر (بالإنجليزية: Paul Walker)‏ (18 أبريل 1992 بإنجلترا في المملكة المتحدة - ) هو لاعب كرة قدم بريطاني في مركز حراسة المرمى. شارك مع منتخب ويلز تحت 17 سنة لكرة القدم. أما مع النوادي، فقد لعب مع نادي نورثامبتون تاون وBrackley Town F.C. ‏ ونادي كوربي تاون.

## وصلات خارجية
- بول ووكر على موقع قاعدة بيانات كرة القدم.إي يو (الإنجليزية)
- بول ووكر على موقع Soccerbase.com (لاعب) (الإنجليزية)